# Muntplein
Der Muntplein in der Innenstadt von Amsterdam ist ein Platz (Plein) und verkehrsreicher Knotenpunkt. Er besteht hauptsächlich aus einer breiten Brücke, die über den Singel zur Amstel führt.

## Geschichte

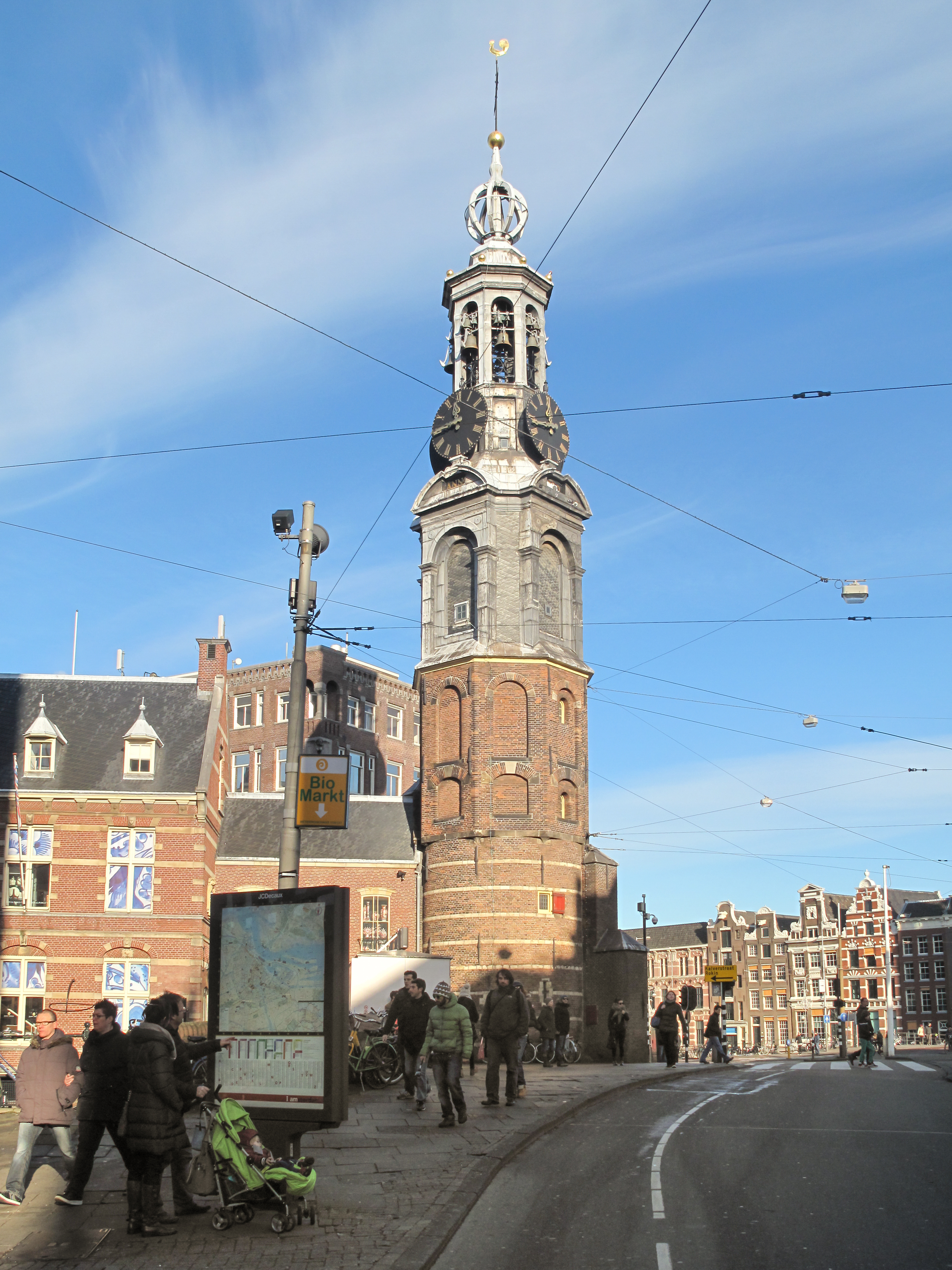
Munttoren und ein Teil vom Muntplein

Zwischen 1865 und 1877 wurden in dem Gebiet viele Häuser abgebrochen, um die Brücke beziehungsweise den Muntplein zu vergrößern. Mittlerweile ist sie die breiteste Brücke von Amsterdam.
Im 19. Jahrhundert hieß der Platz „Schapenplein“ (Schafenplatz). Mit der Verbauung der Brücke wurde der Name geändert in „Sophiaplein“, genannt nach der Königin Sophie von Württemberg (1818–1877).  

Im Volksmund hieß der Platz „Muntplein“ oder kurz „de Munt“. 1917 wurde diese Bezeichnung der offizielle Name.
Auf dem Muntplein steht der Munttoren (wörtlich: Münzturm), mit einer Höhe von 41 Meter. 1938/1939 wurde bei einer Verbauung des Turms ein Fußgängerdurchgang angebracht.
Der Muntplein ist ein sehr belebter Kreuzungspunkt für  Straßenbahnen, Autos, Fahrräder und für Fußgänger. Die Straßenbahnlinien Nr. 4, 9, 14, 16, 24 und 25 haben eine Haltestelle beim Muntplein. 

Von der Brücke aus sind es 700 m bis zum Dam, 800 m zum Nieuwmarkt, 300 m zum Rembrandtplein und 300 m bis zum Spui.